# 1593
1593 (MDXCIII) fue un año común comenzado en viernes del calendario gregoriano y un año común comenzado en lunes del calendario juliano.

## Acontecimientos
- Enero: en China, el emperador Wanli de la dinastía Ming envía tropas para ayudar a la dinastía Joseon (de Corea) a luchar en contra de la invasión japonesa.
- En Francia/Navarra, el rey Enrique IV se convierte al catolicismo.
- En la Batalla de Blaye, Pedro de Zubiaur derrota a una pequeña flota de seis buques ingleses (hundiendo sus dos unidades principales), tras escapar de una flota aún mayor enviada para capturarlo.
- En Weigelsdorf (Silesia), el niño Christoph Müller (de 7 años de edad, ya que había nacido del 22 de diciembre de 1585) afirma haber nacido con un diente de oro. Será develado por el médico escocés Duncan Liddell (que vivía en Helmstedt), y encarcelado por estafador.[1]
- Inició la distribución de resguardos entre los indios. Implantado el impuesto de alcabala.

## Arte y literatura
- Christopher Marlowe: La masacre de París.
- William Shakespeare: Ricardo III y La fierecilla domada.
- 18 de abril: se publica el poema narrativo Venus y Adonis.

## Nacimientos

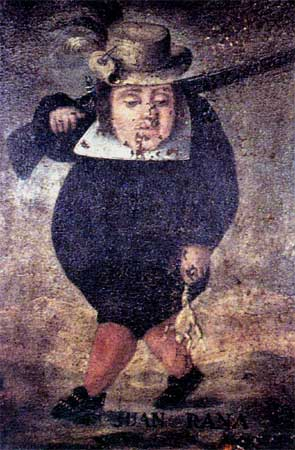
El actor cómico español Juan Rana (1593-1672).

- Principios de abril: Juan Rana (Cosme Pérez), actor cómico español del Siglo de Oro (f. 1672).
- 19 de mayo: Jacob Jordaens, pintor barroco flamenco (f. 1678).
- 9 de agosto: Izaac Walton, escritor inglés.
- 22 de septiembre: Matthaus Merian, grabador alemán.

## Fallecimientos
- 30 de mayo: Christopher Marlowe, poeta, dramaturgo y traductor inglés (n. 1564).